# 芦屋町立芦屋小学校
芦屋町立芦屋小学校（あしやちょうりつ あしやしょうがっこう）は、福岡県遠賀郡芦屋町白浜町にある公立の小学校。

## 概要
歴史
1873年（明治6年）創立。現校名となったのは1947年（昭和22年）。2023年（令和5年）には創立150周年を迎えた。
校章
桜の花弁を背景にして、中央に校名の頭文字である「蘆」の文字（「芦」の旧字体）を配している。
校歌
歌詞は4番まであり、歌詞中に校名は登場しない。
通学区域
住所表記で「遠賀郡芦屋町」の後に「緑ヶ丘1番、船頭町（芦屋東小学校区を除く）中ノ浜、西浜町、幸町、正門町、白浜町、大字芦屋（1455番地270、1455番地271、1455番地276、1455番地283から1455番地286まで、1455番地289）」が続く地域。中学校区は芦屋町立芦屋中学校。

## 沿革
- 1873年（明治6年）11月 - 船頭町の旧・千光院を仮校舎として、小学校を創立。
- 1875年（明治8年）5月 - 「芦屋小学校」と称する。
- 1886年（明治19年）4月 - 小学校令施行に伴い、尋常科（4年制）を設置の上、「尋常芦屋小学校」と改称。
- 1889年（明治22年）4月1日 - 町村制施行により、遠賀郡芦屋村が発足。
- 1891年（明治24年）6月10日 - 芦屋村が町制施行により、「芦屋町」となる。
- 1892年（明治25年）
  - 4月1日 - 「芦屋尋常小学校」に改称。
  - 7月 - 中ノ浜に校舎を新築の上、移転を完了。
- 1901年（明治34年）3月 - 福岡県より県下初の旌表旗[2]を受ける。
- 1908年（明治41年）4月 - 改正小学校令により、尋常科（義務教育）が4年制から6年制に改められる。尋常科5年を新設。
- 1909年（明治42年）4月 - 尋常科6年を新設。
- 1914年（大正3年）3月 - 芦屋尋常小学校と芦屋高等小学校を統合の上、「芦屋尋常高等小学校」（尋常科6年・高等科2年）とする。金屋区に移転。
- 1941年（昭和16年）4月1日 - 国民学校令施行により、「芦屋町 芦屋国民学校」と改称。尋常科を初等科に改める。
- 1947年（昭和22年）4月1日 - 学制改革が行われる（六・三制の実施）。
  - 国民学校初等科は、新制小学校「芦屋町立芦屋小学校」（現校名）に改組・改称。
  - 国民学校高等科は、青年学校普通科とともに、新制中学校「芦屋町立芦屋中学校」に改組・改称。
- 1967年（昭和42年）5月 - 防音の新校舎が完成し、移転を完了。
- 1968年（昭和43年）2月 - 屋内運動場（体育館）が完成。
- 1971年（昭和46年）4月 - 校地内に芦屋町給食センターが完成。これによりセンター給食が開始。
- 1973年（昭和48年）
  - 3月 - 高学年用プールが完成。
  - 10月 - 創立100周年記念式典を挙行。
- 1974年（昭和49年）
  - 2月 - 低学年用プールと温水施設が完成。
  - 4月1日 - 芦屋町立芦屋東小学校を分離。
- 1978年（昭和53年）9月 - 米飯給食を開始。
- 1990年（平成2年）2月 - 体育館の改修工事を完了。
- 2000年（平成12年）8月 - 教室・廊下等の校舎内改修を実施。
- 2001年（平成13年）8月 - パソコン教室を開設。
- 2006年（平成18年）4月1日 - 特別支援学級（こすもす学級）を新設。
- 2010年（平成22年）4月1日 - 特別支援学級（さくら学級）を新設。
- 2011年（平成23年）10月  - 耐震補強等工事が完了。
- 2019年（令和元年）9月 - 給食センター跡地に駐車場を整備。
- 2020年（令和2年）4月 - 特別支援学級（あさがお学級）を新設。
- 2021年（令和3年）
  - 3月 - プールの改修工事を完了。
  - 4月 - GIGAスクール構想 児童用タブレット一人1台整備。
- 2023年（令和5年）11月 - 創立150周年記念式典を挙行。

## 交通アクセス
最寄りの鉄道駅
- JR九州 鹿児島本線 「遠賀川駅」

最寄りのバス停留所
- 芦屋タウンバス 「芦屋小学校前」停留所

最寄りの幹線道路
- 国道495号 「芦屋町役場前」交差点
- 町道「芦屋小学校前」交差点

## 周辺
- 航空自衛隊芦屋基地
- 芦屋海水浴場
- 芦屋町弓道場
- 白浜町区公民館
- 白浜町児童公園
- 神武天皇社
- 白浜稲荷大明神